# Pokotyliwka
Pokotyliwka (ukr. Покотилівка) – osiedle typu miejskiego na Ukrainie, w obwodzie charkowskim, w rejonie charkowskim, w hromadzie Wysokyj. W 2001 liczyło 10 350 mieszkańców, spośród których 3029 wskazało jako ojczysty język ukraiński, 7193 rosyjski, 1 mołdawski, 10 białoruski, 38 ormiański, 5 polski, 1 niemiecki, 41 inny, a 32 osoby się nie zadeklarowały.